# Wagnerite
La wagnerite è un minerale.